# زوران ميلانوفيتش
زوران ميلانوفيتش (بالكرواتية: Zoran Milanović)‏ (بالكرواتية: Zoran Milanović) ‏(ولد 30 أكتوبر 1966) سياسي كرواتي، رئيس كرواتيا الحالي، ورئيس الحزب الاجتماعي الديموقراطي، وعاشر رئيس وزراء لكرواتيا.
وأدى تدمير العلامات العامة في الأبجدية السيريلية الصربية واحتجاجات الشوارع في فوكوفار التي دمرتها الحرب في كرواتيا إلى إلقاء الضوء على استمرار التوترات بين الكرواتيين والأقلية الصربية في البلاد.

## روابط خارجية
- زوران ميلانوفيتش على موقع IMDb (الإنجليزية)
- زوران ميلانوفيتش على موقع الموسوعة البريطانية (الإنجليزية)
- زوران ميلانوفيتش على موقع مونزينجر (الألمانية)